# Myxine glutinosa
A enguia-de-casulo-do-atlântico, mixina-do-atlântico ou simplesmente mixina (Myxine glutinosa) é um agnata do género Myxine. Caça invertebrados durante a noite, mas também se alimenta de carcaças de animais. É conhecida pela capacidade de produzir grandes quantidades de muco para o qual tem de fazer nós para remover excessos.